# 昏白魚
昏白魚（学名：Hesperoleucus symmetricus）为輻鰭魚綱鯉形目雅羅魚科的其中一種，分布於北美洲美國加州薩克拉門托河-聖約昆河流域，棲息在小型岩石溪流或水池，體延長且側扁，背鰭起點在腹鰭起點之後；尾鰭大，側線鱗片47-63枚，背鰭鰭條7-10枚，體上面是暗灰色到鋼藍色，側面有深色條紋，下面銀白色，繁殖其實雄魚下巴、鰓蓋、肛門及偶數魚鰭基部紅色或橙色，體長可達11公分。